# Traiteurhaus

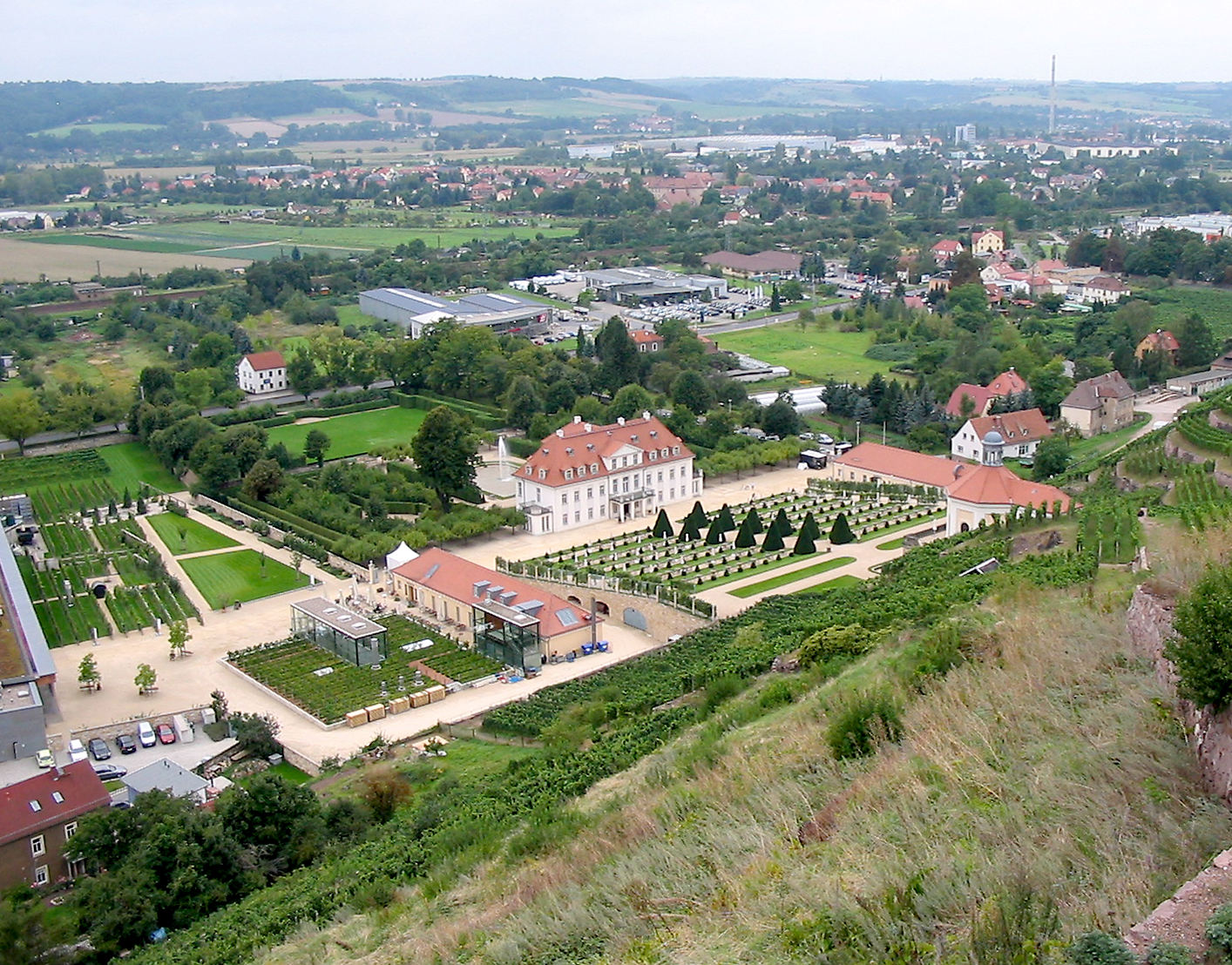
Blick vom Jacobstein: Schloss Wackerbarth mit Belvedere (re. Mitte), Nebenanlagen und barocker Gartenanlage, ganz rechts in der Mitte: das Traiteurhaus

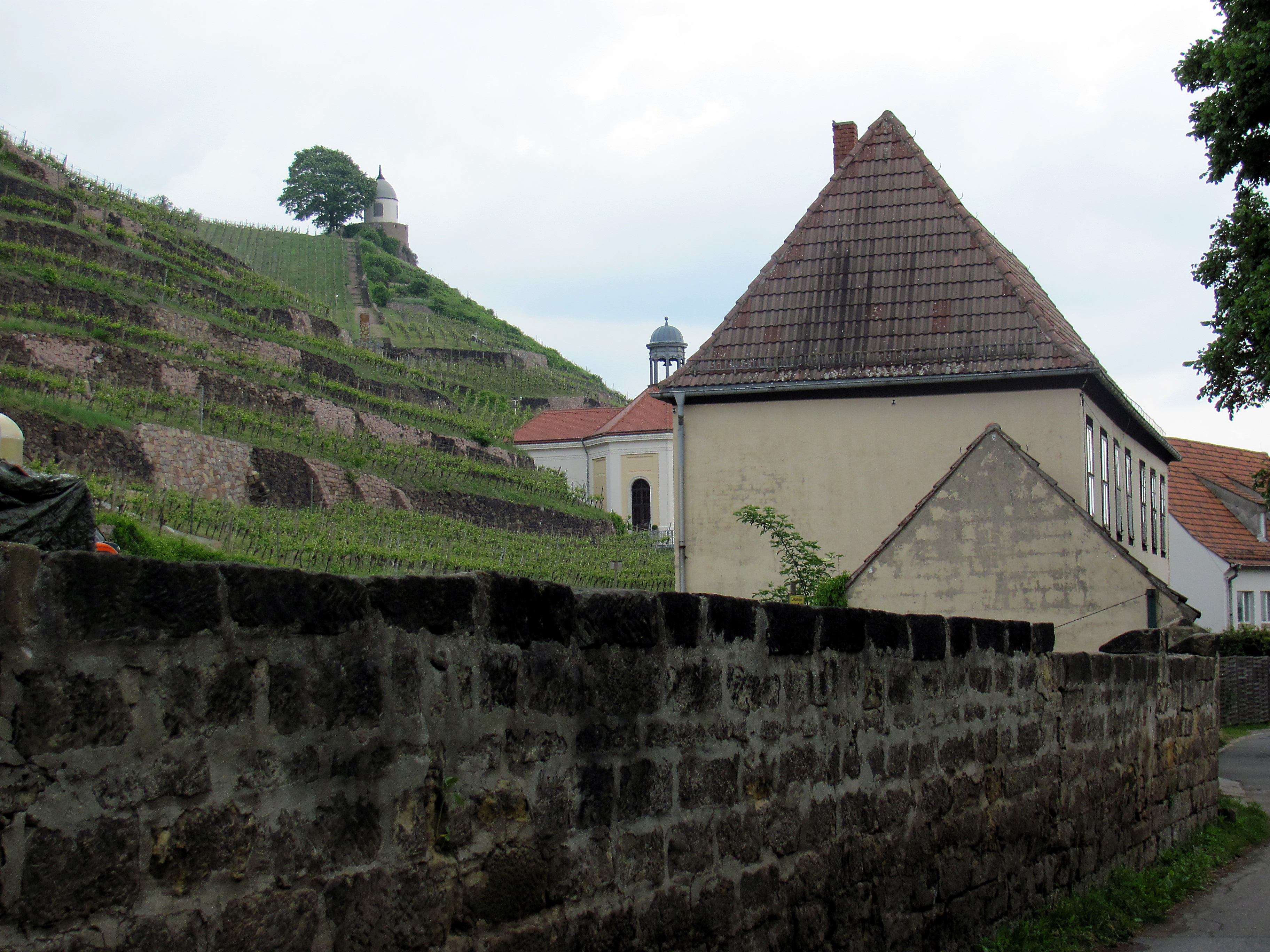
Traiteurhaus vor der Weinbergslandschaft der Sachgesamtheit Schloss Wackerbarth

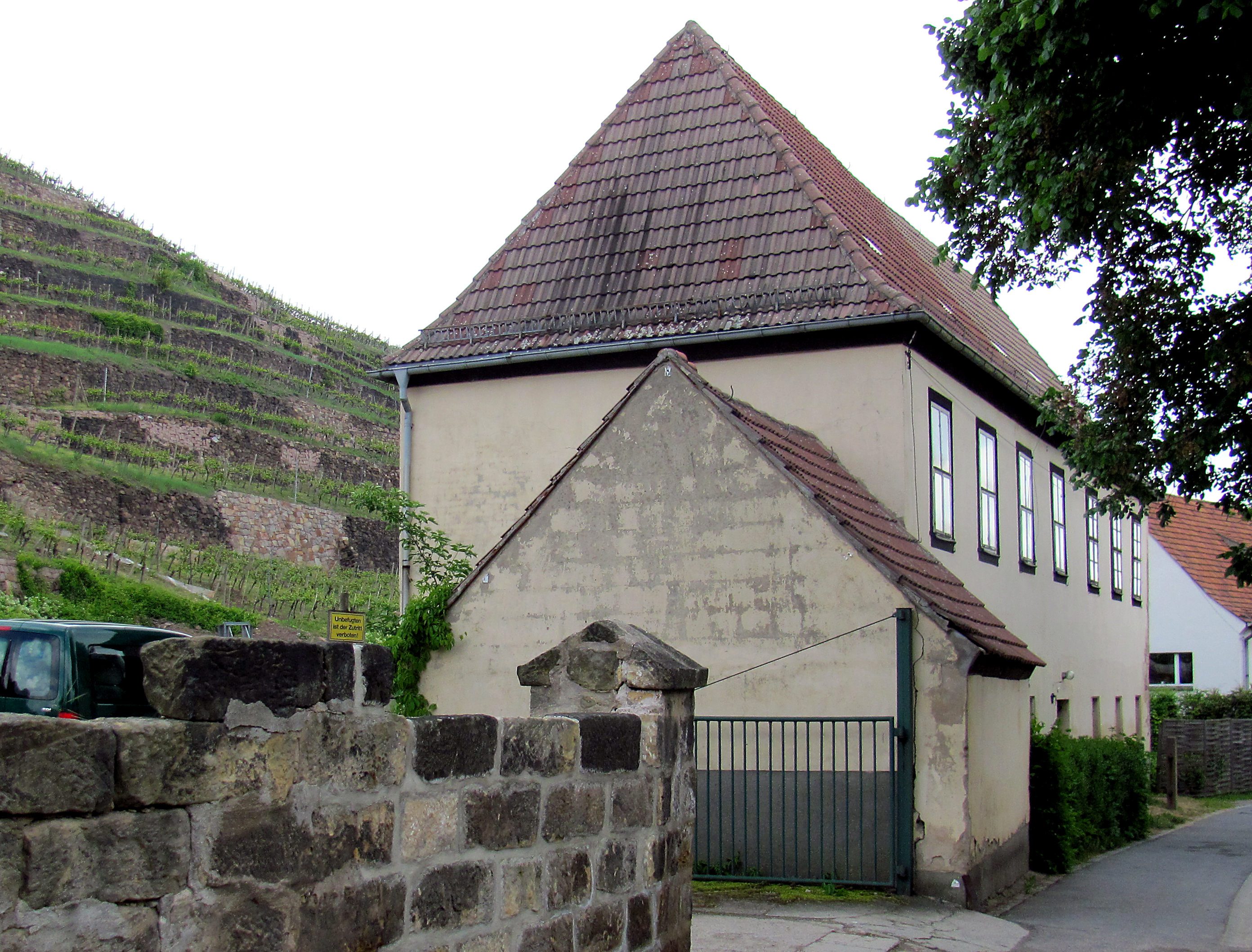
Traiteurhaus mit Nebengebäude

Das Traiteurhaus ist ein ehemaliges Winzerhaus in der Lößnitz, es steht in der Mittleren Bergstraße 4 im Stadtteil Niederlößnitz der sächsischen Stadt Radebeul, nicht weit entfernt von Wackerbarths Ruh’. Der heute noch verwendete Name leitet sich von seiner Verwendung im 18. und 19. Jahrhundert als Speisewirtschaft her, nach der französischen Bezeichnung Traiteur für einen früher für den Adel arbeitenden Koch.

## Beschreibung
Das heute mitsamt Wirtschaftsgebäude und Nebenanlage (Scheune) unter Denkmalschutz stehende Gebäude ist ein Bestandteil der denkmalpflegerischen Sachgesamtheit von Schloss Wackerbarth. Es liegt innerhalb der Weinbergslandschaft von Schloss Wackerbarth als Werk der Landschafts- und Gartengestaltung und ist mit dieser ein Teil des Denkmalschutzgebiets Historische Weinberglandschaft Radebeul.
Der zweigeschossige langgestreckte Bau steht traufständig an der Straße, er hat sieben regelmäßig gereihte Fensterachsen in der Straßenansicht und in der Mitte einen Eingang. Auf der nach Norden zeigenden, unregelmäßig gegliederten Rückseite steht ein stark hervortretender, halbrunder Treppenturm mit abgewalmtem Dach. Das Dach des Gebäudes selbst ist ein hohes, unausgebautes Walmdach.
Das Erdgeschoss des schlecht erhaltenen Baus ist massiv, das Obergeschoss besteht aus Fachwerk. Die Fassaden sind schlicht verputzt. Im Inneren ist nach der dritten Fensterachse von Westen eine vergleichsweise starke Innenwand zu finden, in der sich ebenfalls wie in der westlichen, geschlossenen Außenwand Rundbögen beziehungsweise bogenüberwölbte Wandnischen befinden, die als Hinweise auf frühere Fensteröffnungen zu deuten sind.
„Bemerkenswert ist die Achterteilung der original erhaltenen Fenster im Obergeschoss.“

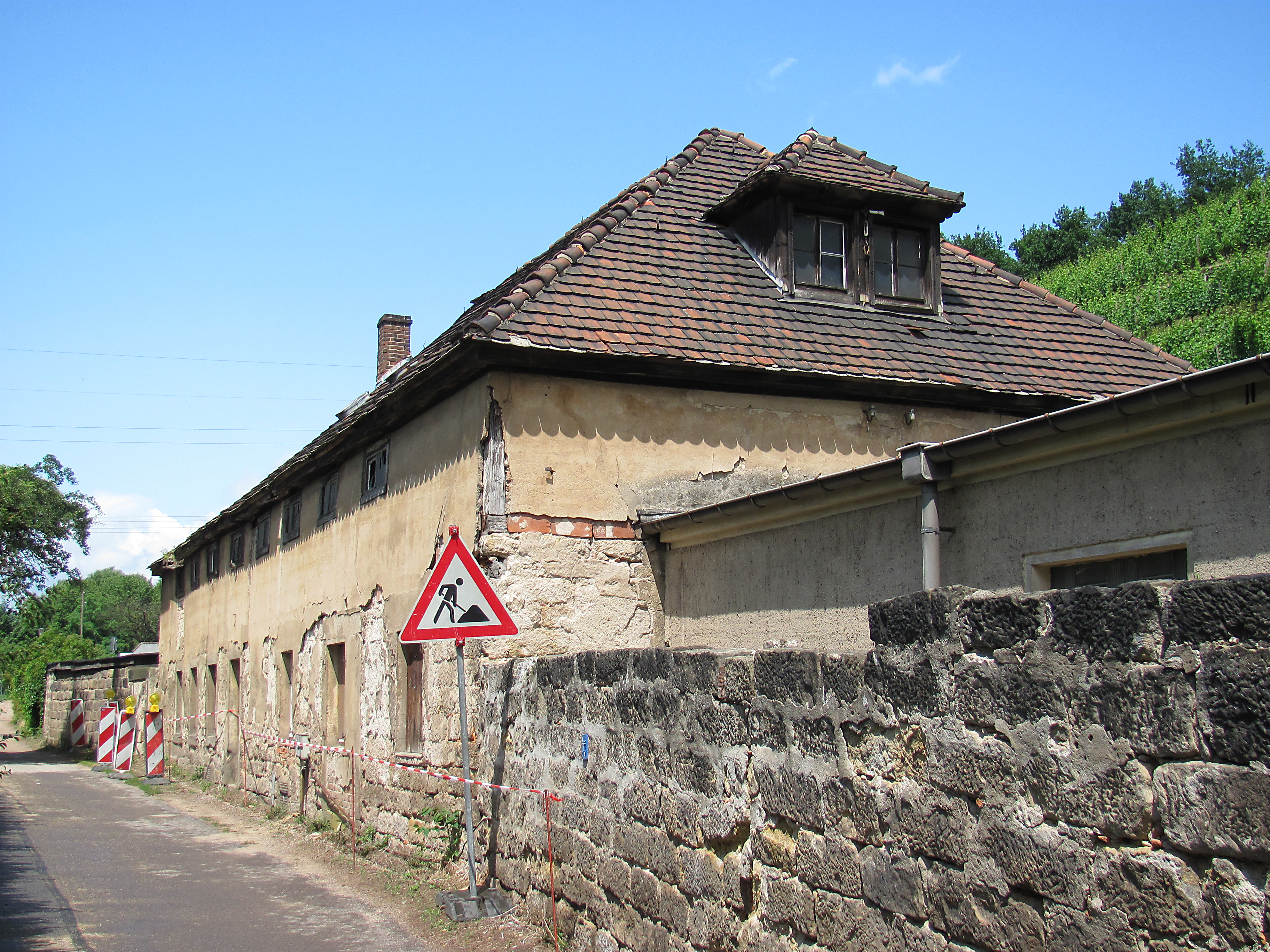
Traiteurhaus: Wirtschaftsgebäude 2011
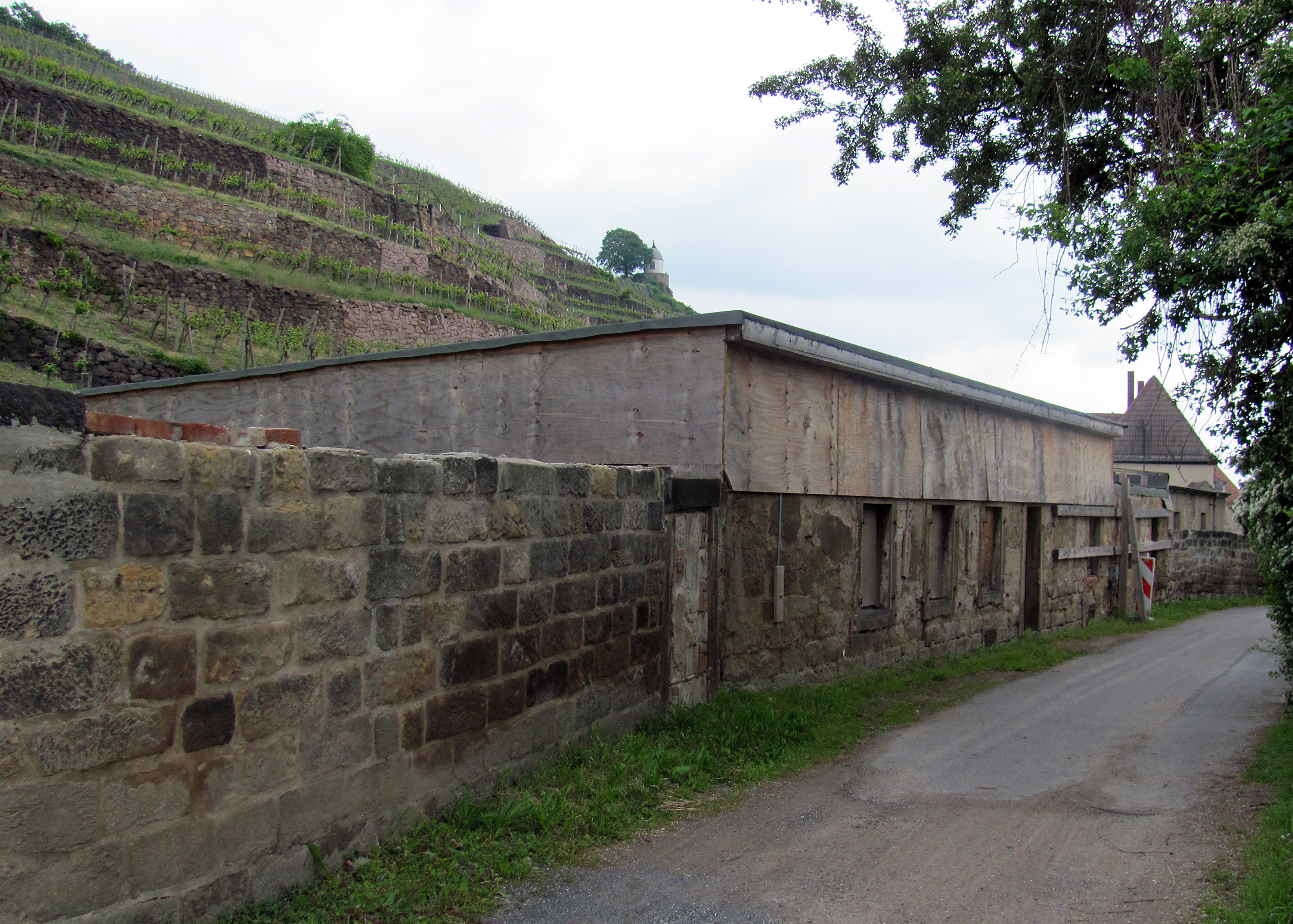
Traiteurhaus: Wirtschaftsgebäude 2013
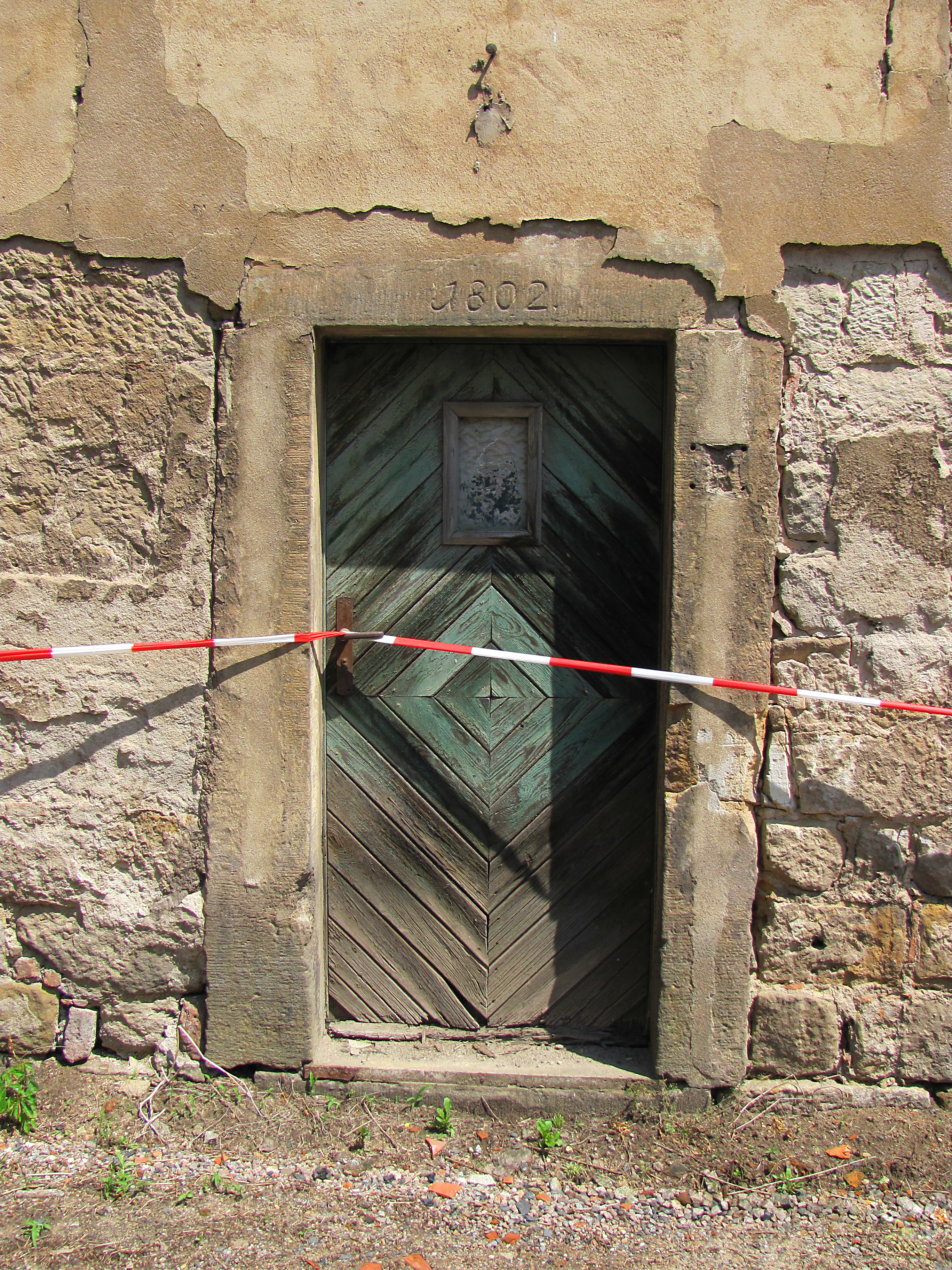
Traiteurhaus: Tür des Wirtschaftsgebäudes, datiert 1802
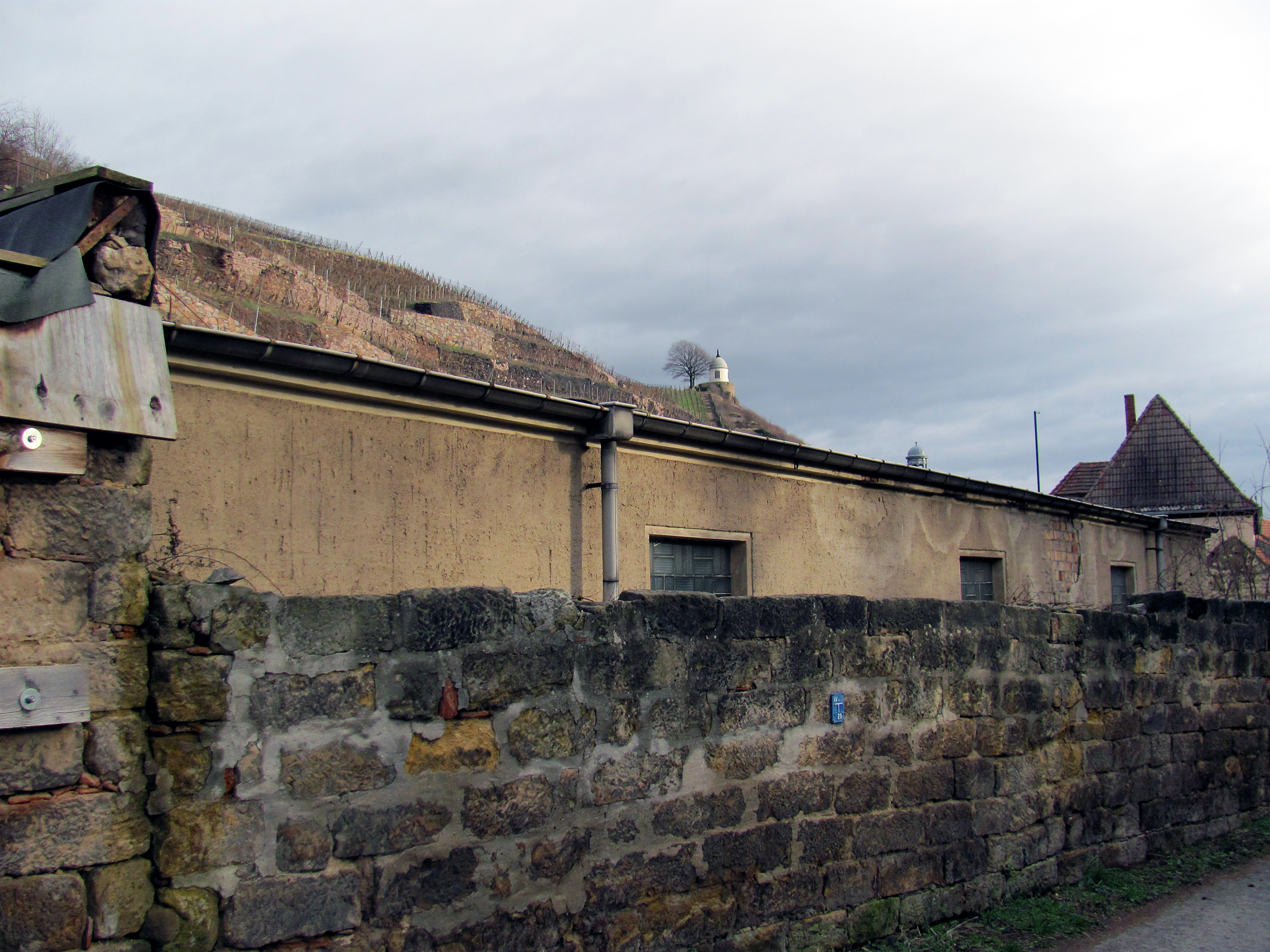
Traiteurhaus: Nebengebäude 2015

## Geschichte

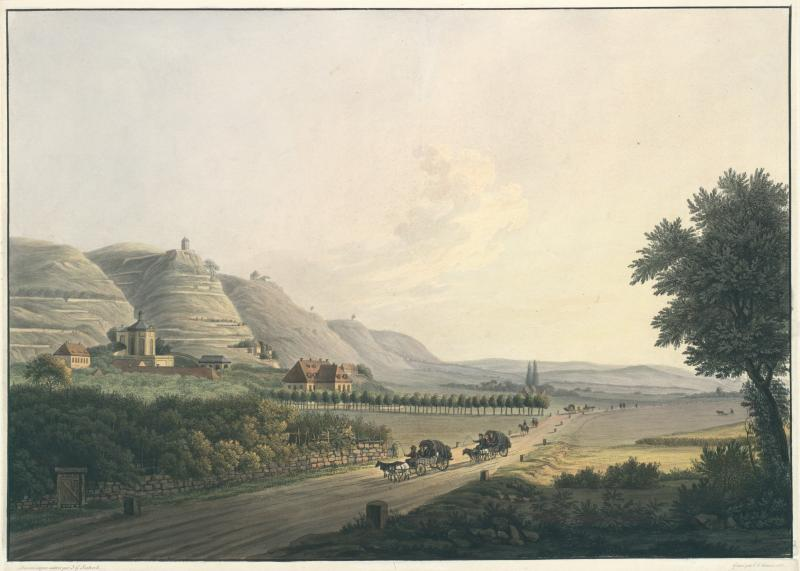
Vue de Wackerbarthsruhe aux environs de Dresde, prise sur la grande Route de Leipzig, C. G. Hammer 1805 (Mit dem Traiteurhaus links)

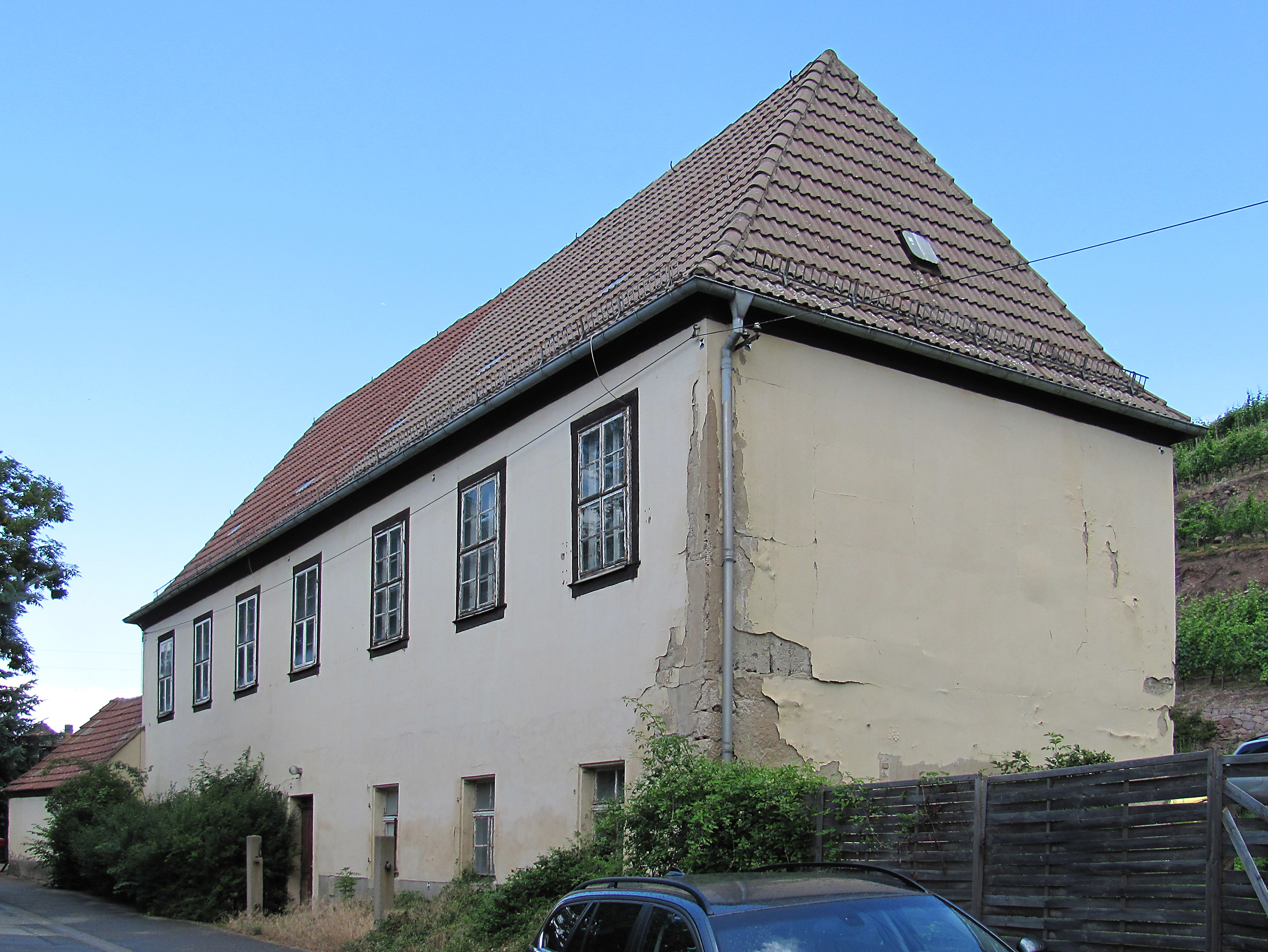
Traiteurhaus

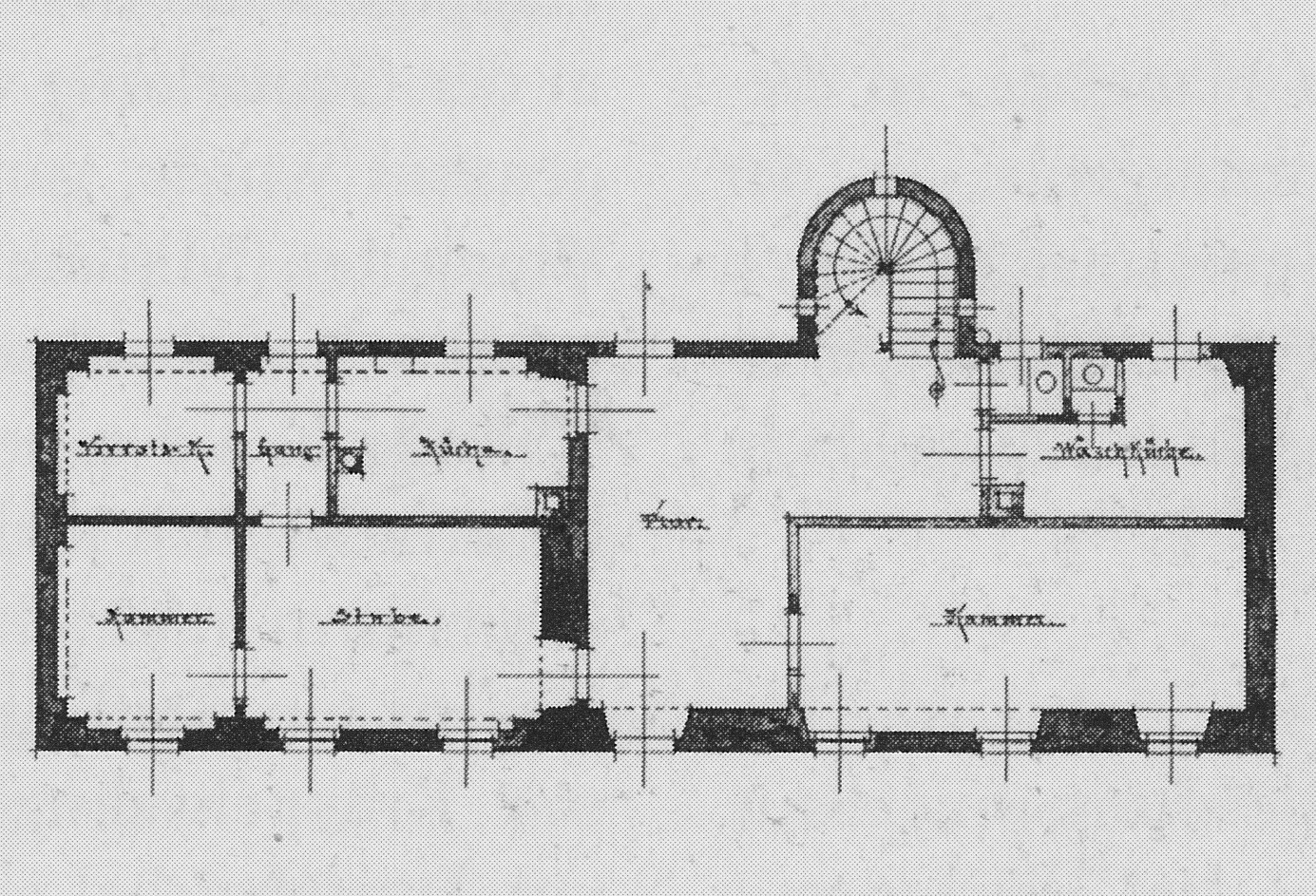
Grundriss 19. Jahrhundert

An besagter Stelle wurde in den Jahren 1728/29, zur Zeit des Besitzes durch den Reichsgrafen August Christoph von Wackerbarth, ein Gebäude erbaut, das die drei westlichen Fensterachsen des heutigen Hauses bildet. Möglicherweise handelt es sich dabei um das von Hofmann im Meißner Niederland beschriebene alte Forsthaus. Als Erbe ging es, wie das nebenan gelegene Schloss Wackerbarth, 1734 an seinen Adoptivsohn Joseph Anton Gabaleon von Wackerbarth-Salmour. 1763 war das Gebäude im Besitz der Gräfin Johanna Sophia geb. Freiin von Meusebach (1711–1776), Ehefrau von Carl August von Rex, der 1768 auf Wackerbarthsruhe verstarb. 1776, zwei Jahre nach ihrer Heirat, erbte es deren beider Tochter Johanna Friederika Carolina von Hohenthal geb. von Rex (1750–1803). Bei ihrem Tod erlosch dieser gräfliche Zweig der Familie Rex.
Im Jahr 1785 wurde an jener Stelle eine Schankstätte erwähnt. 1789 gehörte das Anwesen dann dem Kaufmann und Handelsherrn Daniel Hetzer.
Nach mehrfachen Besitzerwechseln vereinte Christian Friedrich von Gregory auch dieses Anwesen sowie Fliegenwedel mit seinem Besitz auf Wackerbarth Ruh’. Er ließ um 1802 den Bau nach Osten erweitern und den Treppenturm ansetzen. Das Wirtschaftsgebäude ist bezeichnet mit der Datierung von 1802. Ab 1808 war das Traiteurhaus ein regulärer Weinschank, lag aber wegen illegalen Ausschanks von Bier und Schnaps in ständiger Fehde mit dem örtlich zuständigen Gasthof Naundorf, da es auf Naundorfer Flur lag.
Mit der Umnutzung von Schloss Wackerbarth wurde es Gastwirtschaftgebäude für die dortige Langesche Knabenerziehungsanstalt, dann für die Heilanstalt für Geisteskranke von Friedrich Gustav Bräunlich. Ab 1834 tagte dort die 1799 gegründete Sächsische Weinbergsgesellschaft. Nach dem Wegzug von Dr. Bräunlichs Heilanstalt nach Coswig betrieb der Gerichtsdirektor Hammer im Traiteurhaus eine private Winzerei, bis es schließlich wieder zum Wirtschaftsgebäude von Schloss Wackerbarth wurde.
Die Scheune entstand um 1930.
Im Jahr 1940 erfolgte eine Umwidmung des Gebäudes durch das Landbauamt Dresden zur Unterbringung von Weinbergarbeitern sowie zur Nutzung durch die Weinbergsverwaltung des Staatsweinguts Radebeul-Lößnitz.